# Zakariya Rashid Hassan al-Ashiri
Zakariya Rashid Hassan Al-Ashiri, soprannominato anche Al Asheri e Aushayri, (in arabo زكريا راشد حسن العشيري‎?; 1971 – 9 aprile 2011) è stato un blogger e giornalista bahreinita che ha lavorato come editore e scrittore per un sito di notizie di un blog locale ad Al Dair, nel Bahrein.
È stato ucciso il 9 aprile 2011 mentre era sotto la custodia del governo del Bahrein. Al-Ashiri è stato il primo giornalista in Bahrein a morire in a causa del suo lavoro da quando il Comitato per la protezione dei giornalisti ha iniziato a tenere registri nel 1992, ed è stato il primo a morire nelle Sommosse popolari in Bahrein del 2011-2014.
Al-Ashiri è stato anche il secondo giornalista-blogger in tutto il mondo ad essere stato ucciso per il suo blog. La morte di Al-Ashiri è successiva alla morte dell'iraniano Omid Reza Mir Sayafi due anni prima, che è stato il primo blogger a essere stato ucciso per le sue pubblicazioni. Due mesi dopo la morte di Al-Ashiri, il blogger brasiliano Edinaldo Filgueira stato ucciso nel giugno 2011.

## Biografia
Zakariya Rashid Hassan Al-Ashiri è nato nel villaggio di Al-Dair nel 1971, dove ha aperto e curato il suo sito Internet.

### Carriera
Zakariya ha lavorato come redattore e blogger per il sito Web di notizie locali che prende il nome dal suo paese natale. Riportava regolarmente articoli su diritti umani, affari, cultura e politica. Il sito Web per cui ha lavorato è stato chiamato Al-Dair  in ricordo del suo paese natale.

### La Rivolta del Bahrein
La rivolta del Bahrein, ossia una serie di proteste per ottenere una maggiore libertà politica, è iniziata nel febbraio 2011. I manifestanti si sono accampati alla Pearl Roundabout a Manama e vi si sono stanziati fino a marzo. Dopo un mese, il governo del Bahrein ha inviato truppe e forze di polizia dal Consiglio di cooperazione del Golfo mentre il sovrano del Bahrein ha dichiarato la legge marziale e uno stato di emergenza di tre mesi.
Le proteste sono continuate per i mesi successivi. Le forze di polizia hanno fatto irruzione nelle case sciite, hanno compiuto percosse ai posti di blocco e hanno negato le cure mediche a coloro che ne avevano bisogno. Di conseguenza, quasi 800 persone furono arrestate e un totale di quattro vittime furono dichiarate morte sotto il governo stesso.

### Morte

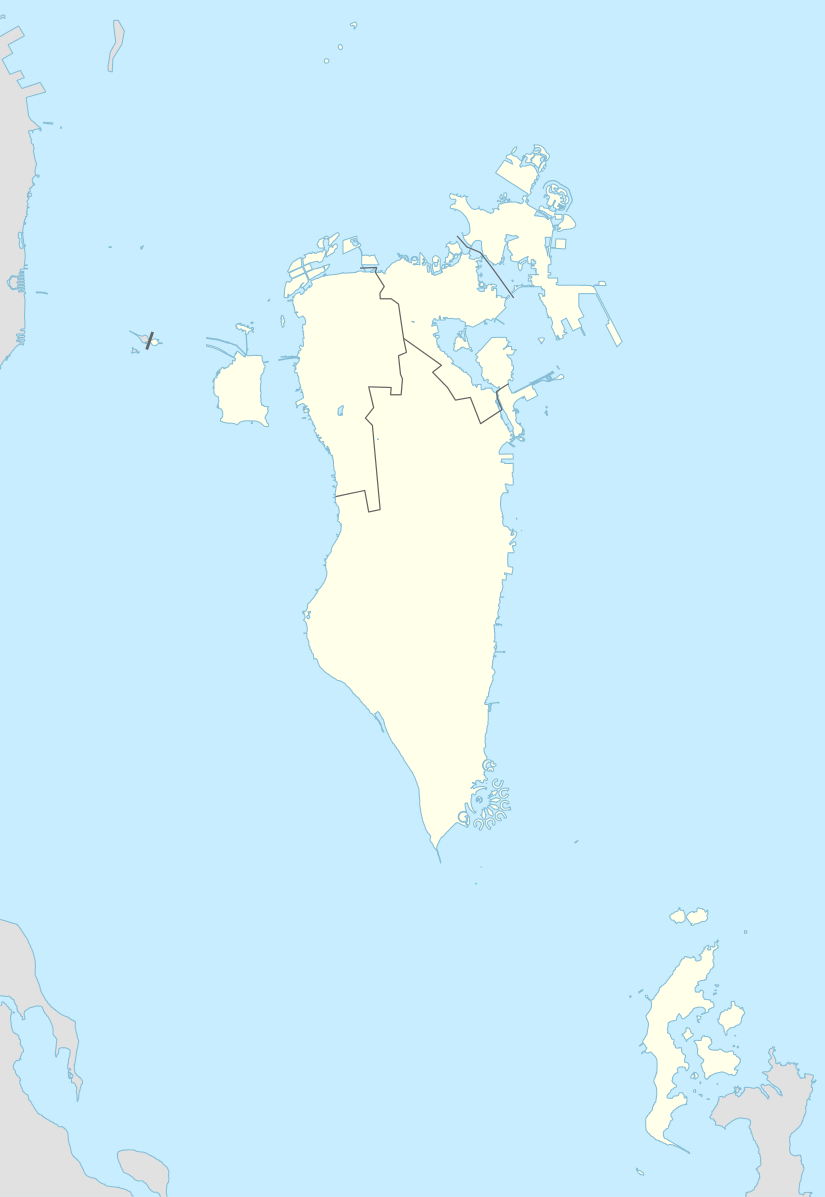
Al-Dair è a nord della capitale Manama, nel Muharraq, in Bahrein

Il 2 aprile 2011 Al-Ashiri è stato arrestato e accusato di aver promulgato notizie false, istigando all'odio nei confronti del regime che ha portato alla richiesta di rovesciamento del governo. Il 9 aprile 2011, appena sette giorni dopo il suo arresto, Al-Ashiri è stato dichiarato morto sotto custodia del governo in circostanze misteriose. Le autorità affermano che è morto per complicazioni dovute ad "anemia falciforme". Il comitato per la protezione dei giornalisti ha riferito che questa diagnosi è stata negata dai membri della famiglia. In seguito sono emerse foto del cadavere di Al-Ashiri, che mostrava tagli e squarci, e ciò ha portato ad ulteriori prove secondo cui Al-Ashiri era stato picchiato a morte. Di conseguenza, il Comitato per la protezione dei giornalisti ha invitato le autorità del Bahrein a condurre un'indagine approfondita sulla sua morte.
Un altro giornalista del Bahrein Karim Fakhrawi è morto il 12 aprile 2011, anche lui mentre era in detenzione e fu un caso simile in quanto i funzionari hanno detto che è morto per insufficienza renale.

## L'indagine
La Commissione d'inchiesta indipendente del Bahrain (BICI) ha condotto un'indagine sulle morti e sul ricorso alla tortura tra le altre violazioni dei diritti civili commessi durante le proteste. La commissione d'inchiesta indipendente del Bahrain ha pubblicato un rapporto il 23 novembre 2011 e, in esso, il caso di Al-Ashiri (n. 24) è stato indagato e classificato sotto la voce di "Morti causate dalla tortura". I documenti di accertamento della Commissione hanno confermato che Al-Ashiri aveva contusioni su tutto il corpo causa tortura e morì mentre era nella prigione Dry Dock Detention Centre e sotto la custodia del Ministero degli Interni. Un testimone che era in detenzione con lui disse che Al-Ashiri fu picchiato e sentì una guardia dire: "È morto", a quel punto si spostarono da quella cella.
Due poliziotti che sono stati accusati del pestaggio furono condannati ad un totale di sette anni di carcere.

## Reazioni
Dopo la sua morte, il Newseum di Washington DC, avrà aggiunto il suo nome insieme a quello di altri giornalisti che sono morti per il loro lavoro al Journalists Memorial Wall.
Almira Al Husaini, un blogger del Bahrain, ha dichiarato che il governo "ha un esercito di funzionari per monitorare Internet". Crede inoltre che il presidente del Centro per i diritti umani del Bahrain è stato scambiato per Al-Ashiri ed è stato perseguitato per aver scritto un tweet.